# Liste der Orte in Frankfurt (Oder)

Wappen der Stadt

Diese Liste enthält Siedlungen und Orte der kreisfreien Stadt Frankfurt (Oder) in Brandenburg.
Als Sonstiges Siedlungsgebiet gelten vor allem Ortslagen und weitere Wohnplätze.
Grundlage für die Angaben sind die beim Online-Dienstleistungsportal des Landes Brandenburg abrufbaren Daten (Stand. 1. Januar 2009). 32 Orts- und Gemeindeteile sowie Siedlungen sind in dieser Liste aufgenommen. Die Liste ist sortierbar.

## Liste
| Ortsname               | Art                      |
| ---------------------- | ------------------------ |
| Altberesinchen         | Sonstiger Siedlungsplatz |
| Booßen                 | Ortsteil                 |
| Booßen Siedlung        | Sonstiger Siedlungsplatz |
| Försterei Malchow      | Sonstiger Siedlungsplatz |
| Forsthaus Eduardspring | Sonstiger Siedlungsplatz |
| Gronenfelde            | Sonstiger Siedlungsplatz |
| Gubener Vorstadt       | Sonstiger Siedlungsplatz |
| Güldendorf             | Ortsteil                 |
| Hohenwalde             | Ortsteil                 |
| Hospitalmühle          | Sonstiger Siedlungsplatz |
| Kliestow               | Ortsteil                 |
| Lebuser Vorstadt       | Sonstiger Siedlungsplatz |
| Lichtenberg            | Ortsteil                 |
| Lillihof               | Sonstiger Siedlungsplatz |
| Lossow                 | Ortsteil                 |
| Malchow                | Sonstiger Siedlungsplatz |
| Markendorf             | Ortsteil                 |
| Markendorf-Siedlung    | Ortsteil                 |
| Mittelmühle            | Sonstiger Siedlungsplatz |
| Neuberesinchen         | Sonstiger Siedlungsplatz |
| Neue Welt              | Sonstiger Siedlungsplatz |
| Nuhnen                 | Sonstiger Siedlungsplatz |
| Obermühle              | Sonstiger Siedlungsplatz |
| Peterhof               | Sonstiger Siedlungsplatz |
| Ragoser Mühle          | Sonstiger Siedlungsplatz |
| Rosengarten/Pagram     | Ortsteil                 |
| Siedlung Hexenberg     | Sonstiger Siedlungsplatz |
| Siedlung Junkerfeld    | Sonstiger Siedlungsplatz |
| Talmühle               | Sonstiger Siedlungsplatz |
| Vordermühle            | Sonstiger Siedlungsplatz |
| Vorwerk Hexenberg      | Sonstiger Siedlungsplatz |
| Vorwerk Lichtenberg    | Sonstiger Siedlungsplatz |
| Waldhaus               | Sonstiger Siedlungsplatz |